# Deutsche Cadre-45/2-Meisterschaft 1942
Die Deutsche Cadre-45/2-Meisterschaft 1942 war eine Billard-Turnierserie und fand vom 22. bis zum 25. Januar 1942 in München zum 23. Mal statt.

## Geschichte
Seinen zweiten Deutschen Meistertitel im Cadre 45/2 gewann in München der Wiener Ernst Reicher. Er war der Einzige, der annähernd das Niveau einer Deutschen Meisterschaft erfüllte. Das hatte Gründe, die auf den anhaltenden 2. Weltkrieg zurückzuführen sind. So konnte zum Beispiel der Berliner Werner Sorge nur teilnehmen, weil er gerade auf Fronturlaub in Deutschland war. Aber auch für die anderen Teilnehmer war es schwer, regelmäßig zu trainieren. So wurde überraschend der Straubinger Heinrich Spanner Zweiter vor dem Gelsenkirchener Gerd Thielens.
Die Meisterschaft wurde offiziell als Deutsche Kriegsmeisterschaft ausgetragen. Es fehlten einige Spieler die im Kriegseinsatz waren.
Aufgrund der Annexion Österreichs durch Nazi-Deutschland nahmen auch Wiener Spieler an der Deutschen Meisterschaft teil.

## Turniermodus
Das ganze Turnier wurde im Round-Robin-System bis 400 Punkte mit Nachstoß gespielt. Bei MP-Gleichstand wurde in folgender Reihenfolge gewertet:
1. MP = Matchpunkte
2. GD = Generaldurchschnitt
3. HS = Höchstserie

## Abschlusstabelle
| MP    | Match Points (Sieger = 2; Unentschieden = 1; Verlierer = 0) |
| Pkte. | Erzielte Karambolagen                                       |
| Aufn. | Benötigte Versuche                                          |
| GD    | Generaldurchschnitt                                         |
| BED   | Bester Einzeldurchschnitt eines Spielers                    |
| HS    | Höchstserie                                                 |
|       | Bester GD des Turniers                                      |
|       | Bester ED des Turniers                                      |
|       | Beste HS des Turniers                                       |
|       | 1. Platz (Gold)                                             |
|       | 2. Platz (Silber)                                           |
|       | 3. Platz (Bronze)                                           |

| Klassement                 | Klassement                      | Klassement | Klassement | Klassement | Klassement | Klassement | Klassement |
| Platz                      | Name                            | MP         | Pkte.      | Aufn.      | GD         | BED        | HS         |
| -------------------------- | ------------------------------- | ---------- | ---------- | ---------- | ---------- | ---------- | ---------- |
| 1                          | Ernst Reicher (Wien)            | 12:2       | 2766       | 149        | 18,56      | 26,66      | 123        |
| 2                          | Heinrich Spanner (Straubing)    | 10:4       | 2311       | 225        | 10,27      | 12,50      | 120        |
| 3                          | Gerd Thielens (Gelsenkirchen)   | 10:4       | 2417       | 244        | 9,90       | 11,76      | 76         |
| 4                          | Walter Joachim (Berlin)         | 8:6        | 2441       | 234        | 10,43      | 19,04      | 82         |
| 5                          | Werner Sorge (Berlin)           | 6:8        | 2458       | 205        | 11,93      | 22,22      | 116        |
| 6                          | Walter Krüger (Berlin)          | 6:8        | 2167       | 242        | 8,95       | 12,50      | 75         |
| 7                          | Pretorius Wagner (Bamberg)      | 2:12       | 2263       | 235        | 9,62       | 11,11      | 76         |
| 8                          | Roland Jeitter (Frankfurt/Main) | 2:12       | 1953       | 253        | 7,71       | 10,25      | 71         |
| Turnierdurchschnitt: 10,50 |                                 |            |            |            |            |            |            |